# Idaea erosata
Idaea erosata là một loài bướm đêm trong họ Geometridae.